# بيسبول 5
بيسبول 5 هي أحد أشكال رياضة البيسبول والسوفت بول. لا يوجد رامي ويبدأ الضارب اللعبة بحيازة كرة مطاطية يضربها بيديه العاريتين.يوجد 5 لاعبين لكل فريق وكل فريق لديه 5 محاولات وعادة تستمر المباراة لمدة 15 إلى 20 دقيقة. أقترح الاتحاد الدولي لكرة القاعدة والكرة اللينة الرياضة في 2018.